# Indonezijščina
Indonezijščina (indonezijsko bahasa Indonesia) je uradni jezik Indonezije. Je standardizirana različica malajščine, avstronezijskega jezika, ki se že stoletja uporablja kot lingua franca na večjezičnem indonezijskem arhipelagu. Indonezija je četrta najbolj naseljena država na svetu in večina prebivalstva govori indonezijsko, zaradi česar je en najbolj razširjenih jezikov na svetu.
Večina Indonezijcev govori tekoče poleg državnega jezika vsaj še enega od več kot 700 domačih lokalnih jezikov, kot sta javanščina in sundanščina, ki se pogosto govorijo doma in v okviru lokalnih skupnosti. Večina uradnega šolstva in skoraj vsi državni množični mediji, vlada, javna uprava in sodstvo ter druge oblike oblike sporazumevanja so v indonezijščini.
Izraz "indonezijščina" se v osnovi povezuje z državnim standardnim narečjem bahasa baku. Vendar v širšem smislu vključuje različne lokalne različice, ki se govorijo širom indonezijskega arhipelaga. Standardna indonezijščina je omejena večinoma na uradne situacije in obstaja v diglosičnem razmerju z ljudskimi malajskimi različicami, ki se pogosto uporabljajo za dnevno sporazumevanje ter soobstajajo s prej omenjenimi regionalnimi jeziki.